# Bulumanis Lor
Bulumanis Lor is een bestuurslaag in het regentschap Pati van de provincie Midden-Java, Indonesië. Bulumanis Lor telt 2347 inwoners (volkstelling 2010).